# Lee Andrew Martin
Lee Andrew Martin (født 5. februar 1968 i Hyde, Greater Manchester, England) er en engelsk tidligere fodboldspiller, der spillede som venstreback. Han spillede blandt andet for Manchester United, Glasgow Celtic og Bristol Rovers. Han repræsenterede sit land på U/21-niveau.